# Akademia Szachowa Gliwice
Akademia Szachowa Gliwice – gliwicki klub szachowy, założony w 2009 roku. Od 2014 roku występuje w ekstralidze.

## Historia
Akademia powstała w październiku 2009 roku. Początkowo szkoliła wyłącznie juniorów, a jej trenerami byli m.in. Aleksiej Szyrow i Włodzimierz Schmidt. Klub od początku działalności popularyzował szachy, organizując takie turnieje, jak Międzynarodowy Turniej Akademii Szachowej Gliwice oraz mistrzostwa Gliwic juniorów i przedszkolaków.
W 2013 roku powołano zespół seniorów, do którego pozyskano takich graczy, jak Robert Kempiński, Michał Olszewski, Tomasz Warakomski i Marlena Chlost. Rozpoczął on rywalizację w II lidze. Gliwiccy szachiści zajęli wówczas pierwsze miejsce i awansowali bezpośrednio do ekstraligi. Przed sezonem nowymi zawodnikami Akademii Szachowej zostali m.in. Jacek Tomczak i Marcin Tazbir. Klub zajął wówczas trzecie miejsce w ekstralidze, a druga drużyna wygrała I ligę. W 2020 roku klub zrezygnował ze startu w mistrzostwach Polski.

## Statystyki
| Rok  | Liga       | Miejsce                         | Wynik | Zawodnicy |
| ---- | ---------- | ------------------------------- | ----- | --- |
| 2013 | II liga    | Poronin                         | 1     | R. Kempiński, T. Markowski, M. Olszewski, T. Warakomski, F. Diczew, M. Chlost                                |
| 2014 | ekstraliga | Gorzów Wlkp., Wrocław, Katowice | 3     | R. Kempiński, T. Markowski, M. Olszewski, M. Szeląg, J. Tomczak, T. Warakomski, M. Chlost                    |
| 2015 | ekstraliga | Gliwice, Katowice, Wrocław      | 7     | R. Kempiński, T. Markowski, M. Olszewski, J. Tomczak, T. Warakomski, W. Przybylski, M. Chlost, A. Warakomska |
| 2016 | ekstraliga | Gorzów Wlkp., Wrocław, Katowice | 4     | J. Tomczak, M. Olszewski, P. Czarnota, T. Warakomski, M. Szeląg, W. Reza, A. Warakomska                      |
| 2017 | ekstraliga | Gorzów Wlkp., Wrocław, Katowice | 5     | J. Tomczak, T. Markowski, P. Czarnota, M. Olszewski, T. Warakomski, M. Szeląg, A. Warakomska                 |
| 2018 | ekstraliga | Gorzów Wlkp., Wrocław, Katowice | 6     | J. Tomczak, P. Czarnota, M. Olszewski, T. Warakomski, T. Kantans, M. Szeląg, A. Warakomska                   |
| 2019 | ekstraliga | Chorzów, Katowice               | 5     | J. Tomczak, P. Czarnota, M. Olszewski, T. Warakomski, T. Kantans, A. Warakomska                              |